# Anatol Sys
Anatol Sys (ur. 26 października 1959 w Haroszkowie  – zm. 6 maja 2005) – białoruski poeta i działacz opozycyjny, jeden z twórców nieformalnej organizacji młodzieżowej „Tutejsi”. Ukończył studia na wydziale historyczno-filologicznym Uniwersytetu Homelskiego. Autor trzech tomów wierszy ("Ahmień", 1988; "Pan Les", 1989; "Sys", 2002). Został pochowany 10 maja 2005.